# دیافراگم

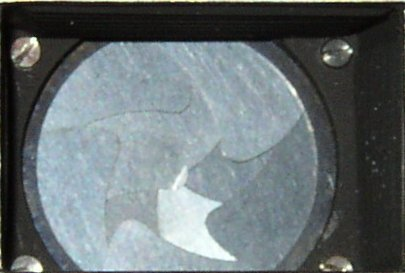
یک دیافراگم در حالت باز

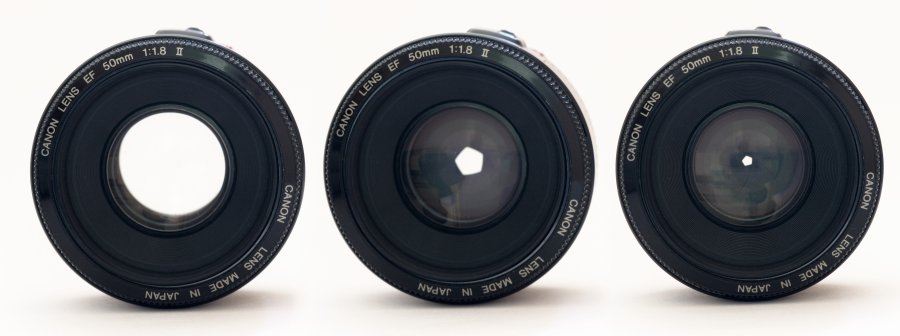
دیافراگم باز - بسته

دیافراگم با ۹ تیغه

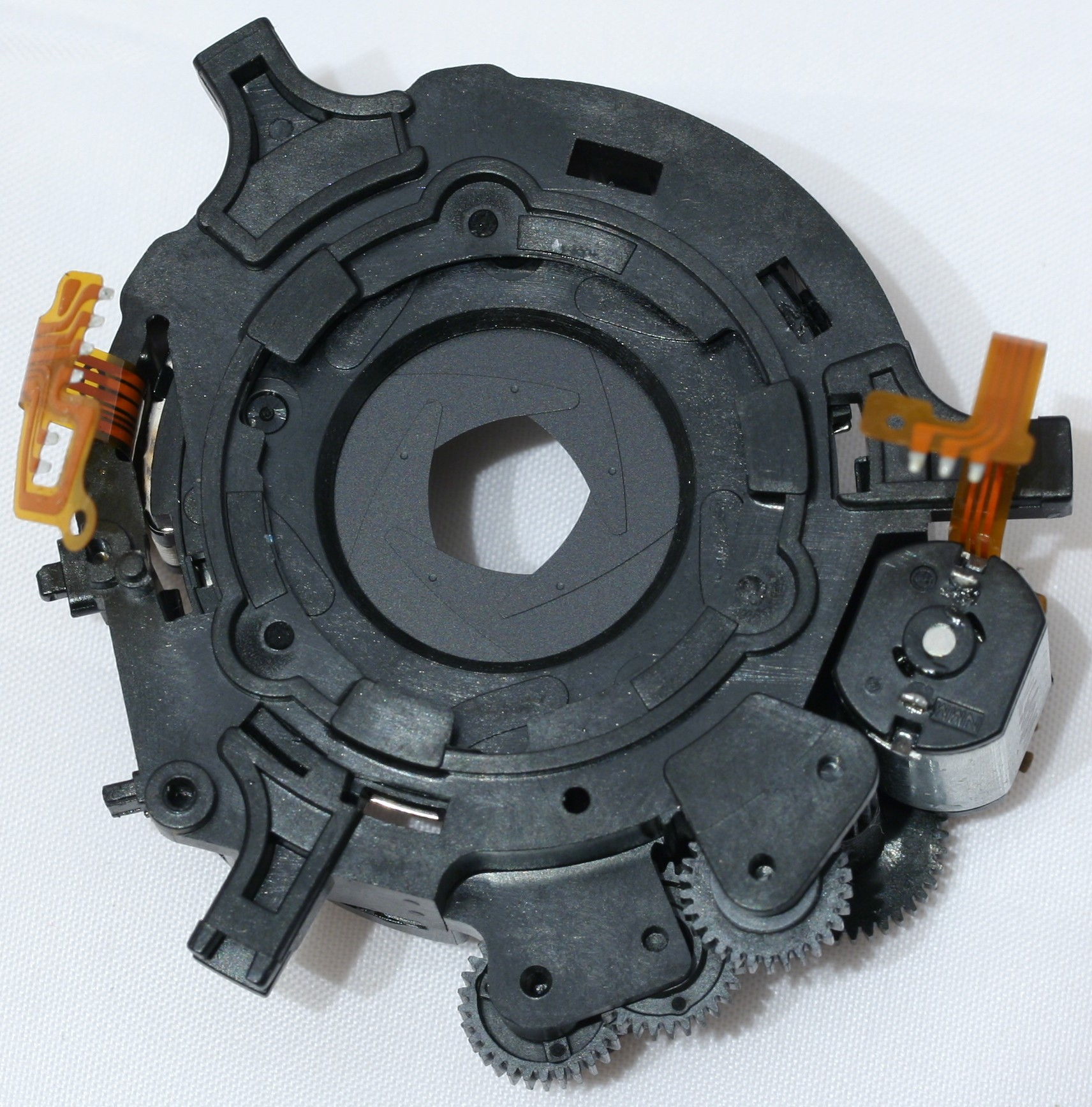
مکانیسم دیافراگم لنز دوربین کانن با مشخصات 50mm f/1.8 II، با پنج تیغه

میان‌بند یا دیافراگم (به انگلیسی: diaphragm)در دوربین عکاسی به تیغه‌هایی گفته می‌شود که درون لنز قرار گرفته‌اند و با گشاد و تنگ شدن، میزان عبور نور را از روزنه میانی آن‌ها که به آن اپرچر گفته می‌شود، کنترل می‌کنند. این تیغه‌ها که به‌طور معمول ۶ تا ۹ عدد هستند، طوری طراحی شده‌اند که با بازشدن، میزان نور را زیاد و با تنگ شدن، میزان نور را کم می‌کنند. بسیاری از دیافراگم‌ها مانند عنبیه و اپرچر همچون مردمک چشم کوچک و بزرگ یا تنگ و گشاد می‌شوند و با این عمل نور کمتر یا بیشتری به درون دوربین راه می‌یابد.
میزان باز بودن این روزنه توسط عددهایی تعریف می‌شود که از تقسیم فاصله کانونی بر قطر مؤثر لنز به دست می‌آید. پله‌های کامل عدد دیافراگم در عکاسی به صورت زیر می‌باشد: ۱٫۴-۲-۲٫۸-۴-۵٫۶-۸-۱۱-۱۶-۲۲-۳۲-۴۵
به‌طور مثال، اگر فاصله کانونی یک لنز قرار گرفته بر روی یک سنسور ۳۵ میلی‌متری، ۵۰ میلی‌متر باشد و دیافراگم لنز بر روی ۲ تنظیم شده باشد، قطر روزنه ایجاد شده توسط تیغه‌ها (که به آن‌ها دیافراگم گفته می‌شود)، ۲۵ میلی‌متر خواهد بود. اگر دیافراگم لنز بر روی عدد ۸ قرار گرفته باشد، قطر روزنه ۶٫۲۵ میلی‌متر خواهد بود. این اعداد از تقسیم فاصله کانونی بر اپرچر به دست می‌آید و هرچه اپرچر کوچکتر باشد، قطر روزنه یا اپرچر بیشتر خواهد بود. به این دلیل است که اپرچر کوچکتر باعث باز شدن روزنه و اپرچر بزرگتر، باعث تنگ شدن روزنه می‌شود.
با گشاد و تنگ کردن این روزنه، نه تنها میزان ورودی نور به درون دوربین تغییر می‌یابد، بلکه عمق میدان نیز تغییر پیدا خواهد کرد. هرچه عدد دیافراگم، کوچکتر باشد، مساحت روزنه افزایش پیدا خواهد کرد و هرچه این مساحت بیشتر باشد، عمق میدان کمتر خواهد بود. به‌طور مثال، عمق میدان با f/22 بسیار بیشتر از عمق میدان با f/2.8 خواهد بود.
به شکلی دیگر: 
هر چه عدد اپرچر (دیافراگم) یا همان عدد بعد از /f کوچک‌تر شود => روزنه بزرگ‌تر، ورود نور بیش‌تر و عمق میدان کم‌تر.
هر چه عدد اپرچر (دیافراگم) یا همان  عدد بعد از /f بزرگ‌تر شود => روزنه کوچک‌تر، ورود نور کم‌تر و عمق میدان بیش‌تر.
باید توجه داشت که در ایران، استفاده از کلمه فرانسوی دیافراگم به جای اپرچر اشتباه می‌باشد. دیافراگم تنها به تیغه‌ها گفته می‌شود و اپرچر به روزنه‌ای که در میان این تیغه‌ها ایجاد می‌شود، گفته می‌شود. در نتیجه، کلمه دیافراگم به‌طور اشتباه متداول شده‌است. در انگلیسی، کلمه دیافراگم به هیچ عنوان استفاده نمی‌شود.